# Kermesia calypso
Kermesia calypso är en insektsart som beskrevs av Rauno E. Linnavuori 1973. Kermesia calypso ingår i släktet Kermesia och familjen Meenoplidae. Inga underarter finns listade i Catalogue of Life.